# Мерилін Горн
Мерилі́н Горн (англ. Marilyn Horne; нар. 16 січня 1934, Брадфорд, США) — американська оперна співачка (меццо-сопрано).

## Із життєпису
Навчалася в школі музики при Університеті Південної Каліфорнії. На сцені дебютувала у 1954 році в гастрольній оперній трупі Лос-Анджелеса. У 1954—59 роках — солістка опери Гельзенкірхена, у 1960 році співала в театрах США, в тому числі з 1970 року в «Метрополітен-опера», гастролювала в європейських театрах, включаючи «Ковент-гарден» та «Ла-Скала». Неодноразово виступала в «Карнеґі-холі», де у 2000 році відбувся її останній публічний виступ